# 张尧佐
张尧佐（987年—1058年），字希元，北宋河南府永安（今巩义市）人，温成皇后伯父。

## 經歷
進士出身，曾任宪州、筠州推官。歷官大理寺丞（階官，從六品上）、知汜水县事，又升为殿中丞（階官，從五品上）、知犀浦县事。移知開州，召還，遷職方司員外郎、同判登聞鼓院。慶曆四年（1044年）三月，提點開封府諸縣鎮公事。未幾，為三司戶部判官、遷飼部司郎中。七年（1047年）正月，為戶部副使。七月，為天章閣待制（職，從四品），河東路都轉運使。八年（1048年）四月，為兵部司郎中（階官，從五品上）、權知開封府（差遣）、加龍圖閣直學士（職，從三品）。皇佑元年（1049年）正月，為端明殿學士（職，正三品）、給事中（階官，正五品上）、提舉在京諸司庫務。三月，權三司使。九月，為禮部侍郎（階官，正四品下）、三司使。舆情大哗，知谏院包拯、監察御史陈旭、吴奎等联合上书指张尧佐“乃凡庸之人，只因宠私，骤居要职。”二年（1050年）闰十一月，為宣徽南院使（職事官）、拜淮康军节度使（武階官，從二品）、景灵宫使（祠祿官），又加群牧制置使（差遣）。赐二子衛尉寺丞張希甫、太常寺太祝張及甫（均貴妃堂弟）进士出身。工部司員外郎、天章閣侍制、知諫院包拯等人大力反對，隨後张堯佐辭宣徽南院使、景靈宮使，許之。三年（1051年）八月，復為宣徽南院使、判河陽事。嘉佑三年（1058年）九月，卒，年七十二，赠太师（贈官，三師，正一品），賜其家僦舍錢日三千。子张山甫，引進副使（階官，橫行副使，第八階，從七品）、樞密副都承旨（職事官，正六品）。女张氏为英宗的妃嫔。

## 戏曲
各种民间戏曲与影视剧中描绘成反派庞太师，包公的死对头。世人僅以同姓，便以為龐太師即龐籍，但其原型是仁宗溫成皇后的伯父張堯佐。

## 參看
- 龐籍

## 延伸阅读
[在维基数据编辑]
 《宋史/卷463》，出自脱脱《宋史》